# Saboaria e Perfumaria Confiança
A Saboaria e Perfumaria Confiança ou Fábrica Confiança de Braga foi uma fábrica localizada na freguesia de São Victor (Braga), município de Braga, distrito do mesmo nome, em Portugal. 
O edifício da Saboaria e Perfumaria Confiança encontra-se classificada como Monumento de Interesse Público desde 2020.

## História
A Saboaria e Perfumaria Confiança [SPC] foi fundada na cidade de Braga, Portugal, em 1894, pela empresa Afonso, Almeida e Cª. Especializada no fabrico de sabão offenbach, a SPC apresentava, cerca de 1930, uma grande variedade de produtos de cosmética e cerca de 150 marcas diferentes de sabonetes. 
A SPC funcionou entre 1894 e 2005 na Rua Nova de Santa Cruz. Nos seus primeiros anos funcionou numa oficina térrea que foi sofrendo sucessivos acrescentos. No início da década de 20 do século XX foi projetada a construção de um novo edifício que veio tomar o lugar de todos os prédios que a empresa possuía naquele local. O projeto, de autoria de José da C. Villaça, possibilitou a construção de um edifício cuja fachada seria construída virada a sul num comprimento superior a 70 metros. Este edifício, ainda existente, é comummente designado de "Fábrica Confiança". É o único edifício que denota o processo de industrialização da cidade de Braga dos finais do século XIX e inícios do século XX que ainda se mantém de pé. 
Ao longo da sua atividade neste edifício, para além do parque industrial, a Confiança criou nas suas instalações uma série de infraestuturas e de serviços para os operários e operárias, nomeadamente um consultório médico, uma cozinha, um refeitório, garagens e oficina, uma carpintaria, uma oficina tipográfica (onde se produziam rótulos e embalagens para os seus produtos), uma oficina de costura, uma creche para crianças até aos cinco anos de idade, uma mercearia, uma biblioteca, um salão de festas, uma sala de teatro equipada com máquina de projeção de cinema, um núcleo de futebol, um logradouro com esplanada, um jardim com árvores e, inclusivamente, um campo de cultivo (conhecido como "bolsa") com animais de gado.
A produção da Confiança mudou progressivamente para uma unidade fabril à Zona Industrial da Sobreposta (Braga), abandonando em definitivo o seu edifício histórico em 2005. É neste ano que a Saboaria e Perfumaria Confiança (empresa) e a "Fábrica Confiança" (edifício) passam a ser vistas como duas entidades distintas. 

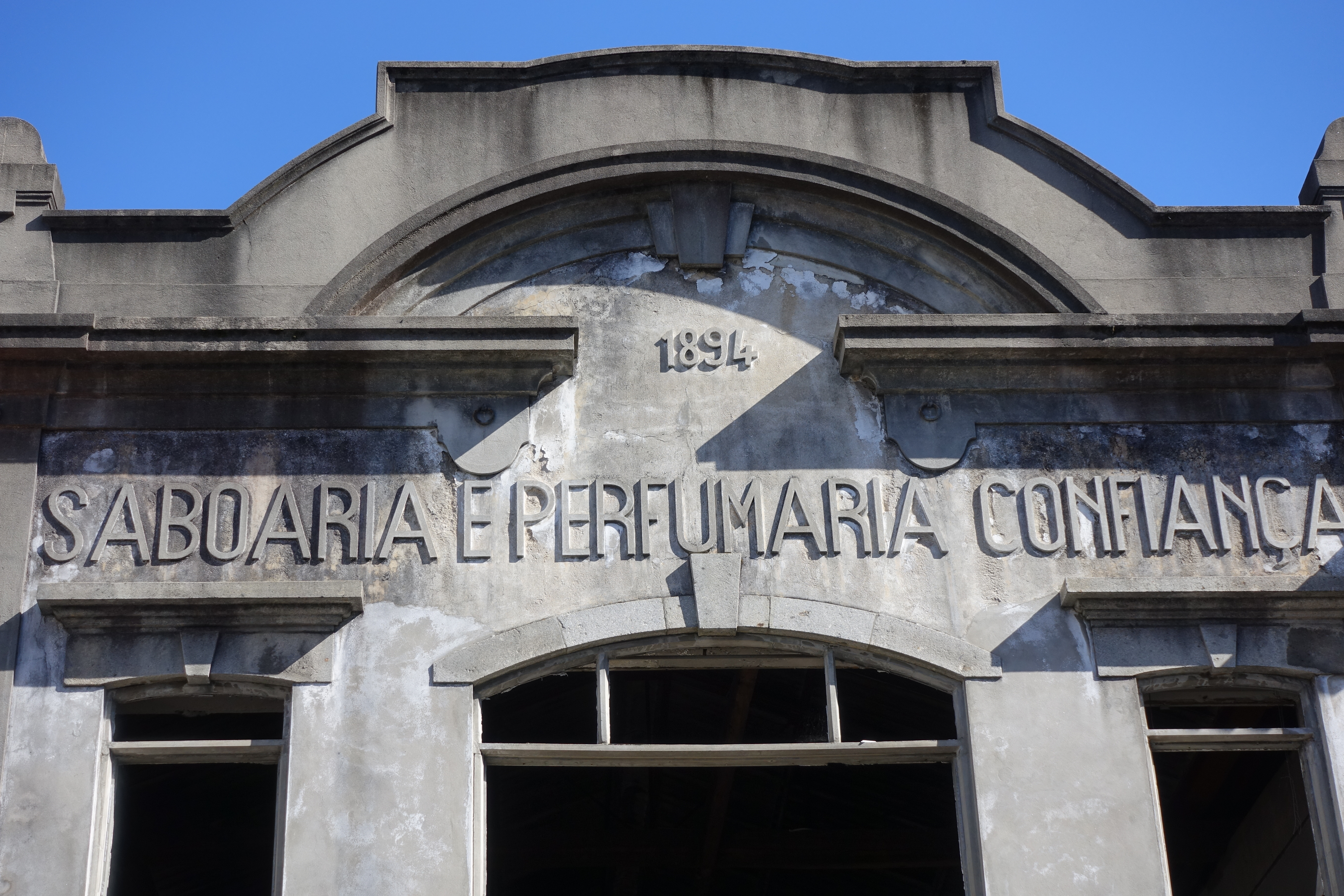
Fábrica Confiança (Edifício da Antiga Saboaria e Perfumaria Confiança)

Adquirida pela Ach. Brito em 2008, a empresa continua a laborar, marcando presença no mercado do luxo graças à recuperação de embalagens antigas de charme retro.
Em novembro de 2011, a Câmara Municipal de Braga começou a negociar a aquisição do edifício histórico da Confiança. A compra foi votada por unanimidade pela autarquia a 24 de novembro de 2011.
A Fábrica Confiança, o lugar onde nasceu a marca Confiança, estava em 2018 em risco de se perder. A 19 de setembro de 2018, a Câmara Municipal de Braga aprovou (5 votos contra 4) a alienação do último património industrial da cidade de Braga.
A câmara promoveu duas hastas públicas para tentar alienar o imóvel, pelo preço base de 3,6 milhões de euros, mas não apareceu nenhum interessado. Por isso, a câmara optou pela transformação do edifício em residência universitária, aproveitando os fundos do PRR.
A residência universitária com cerca de 700 camas, estará concluída em dezembro de 2025 e será gerida pela Universidade do Minho.
A Câmara de Braga aprovou em 27 de maio de 2024, com a abstenção do PS e da CDU, a adjudicação por 25,5 milhões de euros, da construção de uma residência universitária na antiga fábrica de sabonetes Confiança.
Apresentaram-se a este concurso quatro empresas: ABB, DST, Casais e TPS, recaindo a escolha na Casais, que submeteu a proposta mais elevada de 25 milhões de euros. A empresa Alexandre Barbosa Borges (ABB), que apresentou a proposta de 22,5 milhões de euros, contestou o concurso, junto do Tribunal Administrativo e Fiscal do Porto, alegando que a rejeição da proposta “viola o princípio da igualdade”. A ABB e a TPS viram as suas propostas recusadas, por nelas não constar um parecer positivo da Direção-Geral do Património Cultural (DGPC), já que se trata de um edifício classificado.

## Breve cronologia da salvaguarda da Fábrica Confiança
- 2003-07-10. Projecto BragaTempo promoveu debate público sobre o Futuro da Confiança.[6].

- 2011. Cidadania criou página "em defesa da Confiança" para promover a salvaguarda do edifício e a discussão sobre a sua memória.[7].

- 2012-01-05. Município de Braga lançou Concurso de Ideias para a Antiga Fábrica Confiança [8].
- 2012-10-30. Governo de Portugal declarou a utilidade pública da expropriação do prédio denominado "Fábrica Confiança", expropriação destinada à sua reabilitação [9].
- 2012-12-21. No pressuposto de salvaguardar o edifício e a sua história, o prédio da Fábrica Confiança foi expropriado pelo Município de Braga por 3,6 milhões de euros[10].

- 2014-10-13. Município de Braga celebrou o 120.º aniversário da empresa, abrindo ao público o histórico edifício [11].
- 2014. Parte do edifício da Fábrica Confiança foi caso estudo de dissertação de mestrado de Mafalda Guimarães [12].

- 2017. Foi publicada a obra Uma História de Confiança: a indústria da saboaria e perfumaria no século XX português, de Nuno Coelho, que relata o percurso da Confiança desde a sua fundação até ao presente [13].

- 2018-09-16. A Junta de Freguesia de São Victor (Braga) promoveu debate público sobre o futuro da Confiança. A cidadania bracarense promoveu um abaixo assinado contra a anunciada decisão da CMB, de alienar o edifício [14].
- 2018-09-19. Município de Braga votou a sua alienação [15].
- 2018-09-28. Junta de Freguesia de São Victor (Braga) promoveu debate público centrado no caderno de encargos anexo à proposta de alienação do Município de Braga.[16]
- 2020-01-07. A Câmara de Braga avançou com a venda da antiga saboaria Confiança com um “novo caderno de encargos” que obriga a manter a volumetria do edifício principal e “transformar” o complexo numa residência universitária. Não houve interessados.
- 2020-06-02. O Tribunal Administrativo e Fiscal de Braga indeferiu a providência cautelar interposta por um grupo de cidadãos que pedia a suspensão do Pedido de Informação Prévia favorável à reabilitação da antiga Fábrica Confiança[17].
- 2020-10-19. O edifício da antiga Saboaria e Perfumaria Confiança foi classificado como monumento de interesse público, segundo portaria publicada em Diário da República.
- 2021-7-14, o edifício pode vir a ser transformado em residência universitária com 600 camas, estando dependente da aceitação da candidatura ao Plano de Recuperação e Resiliência.
- 2023-1-9, o Executivo da Câmara de Braga analisa e vota o projeto arquitetónico da transformação do edifício da antiga fábrica, em residência universitária com mais de 700 camas, um investimento de 25 milhões de euros com fundos europeus do Plano de Recuperação e Resiliência. O estudo arquitetónico prevê a manutenção da fachada e de alguns equipamentos fabris, engloba, além dos quartos, um restaurante, ginásio, spa, assim como salas de trabalho e de lazer.
- 2024-05-27, é adjudicado à empresa Casais a renovação do edifício por 25 milhões de euros.
- 2025-06-02, é anunciado que Câmara de Braga vai investir mais de 1,7 milhões de euros na criação do Museu da Fábrica Confiança, para salvaguardar a memória daquela antiga unidade industrial da cidade.[18]

## Artigos de opinião na imprensa

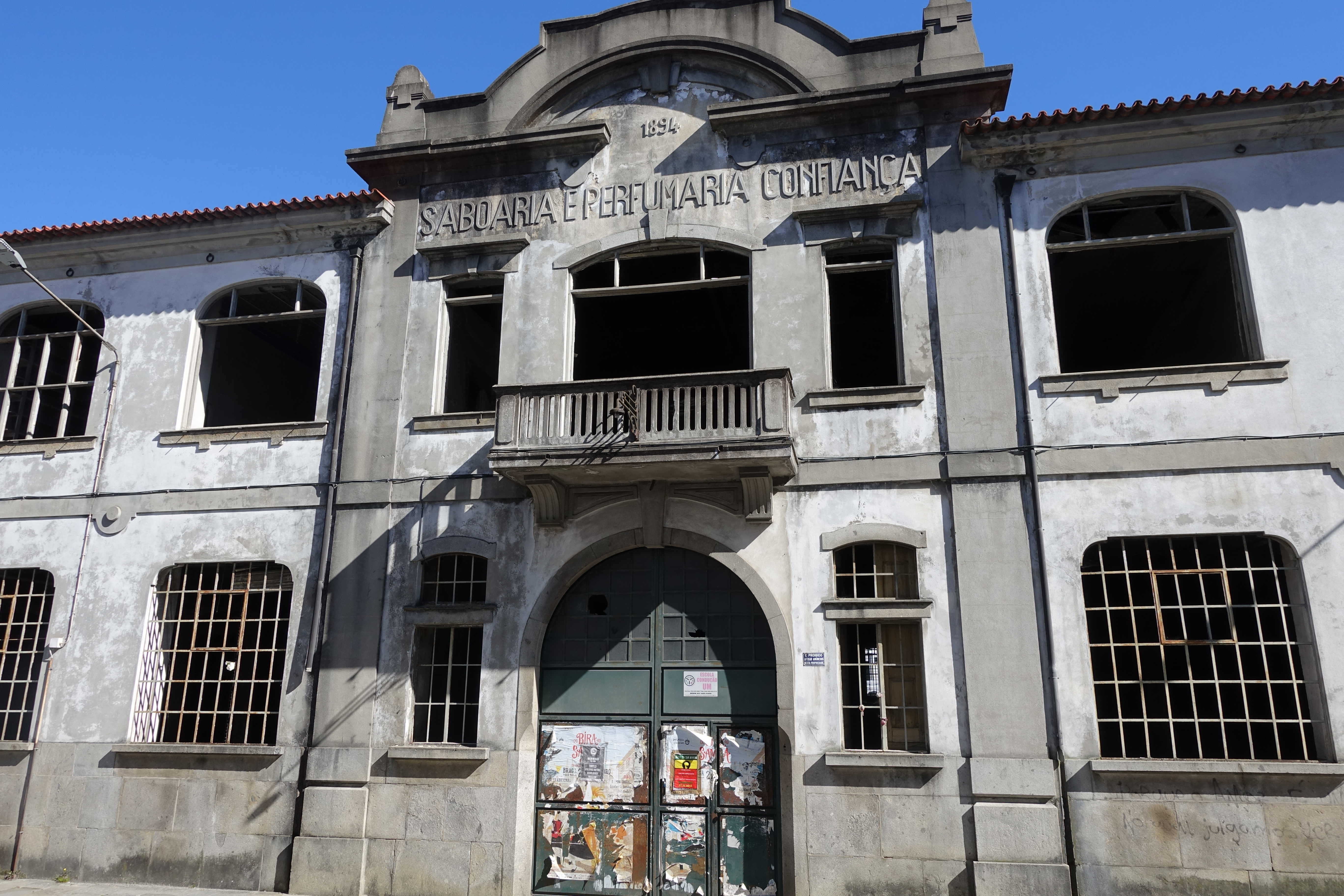

- Almeida, Carlos - Sem Confiança perde-se a credibilidade [19]
- Cruz, Jorge - Perder a Confiança [20];
- Traição, dizem eles!  [21].
- Madureira Lopes, Eduardo Jorge - Com toda a Confiança [22];
- Os dias da Confiança [23].
- Morgado, Pedro - Não podemos perder a Confiança [24]
- Coelho, Nuno - A Confiança perdida é difícil de recuperar [25]